# Chelonoidis porteri
Espèce
Synonymes
- Testudo porteri Rothschild, 1903
- Geochelone nigra porteri (Rothschild, 1903)

Statut de conservation UICN

 CR  : 
En danger critique
Statut CITES
Chelonoidis porteri est une espèce de tortues de la famille des Testudinidae.

## Répartition

Distribution des tortues géantes des Galapagos

Cette espèce est endémique de l'île Santa Cruz aux Galápagos.

## Taxinomie
Elle fait partie du complexe d'espèces des tortues géantes des Galapagos. Elle est parfois considérée comme une sous-espèce de Chelonoidis nigra.

## Publication originale
- Rothschild, 1903 : Description of a new species of gigantic land tortoise from Indefatigable Island. Novitates Zoologicae, vol. 10, p. 119 (texte intégral).